# 양대춘
양대춘(楊帶春, ?~?)은 고려의 관리이다.

## 생애
아버지 양규(楊規)가 전쟁에서 공을 세워 교서랑(校書郎)에 제수되고, 1039년에는 대부소경(大府少卿)으로 서북로병마부사(西北路兵馬副使)에 올랐다.
1040년, 안북대도호부부사(安北大都護府副使)이 되었으며, 상서좌복야(尙書左僕射) 최충(崔冲)은 “양대춘은 세운 뜻이 높고 빼어나며 지략이 많아서 군사의 일에 익숙합니다. 만약 국경에 변란이 있다면 이 사람이 아니고서는 보낼 만한 사람이 없으니, 마땅히 외직에 보임하지 말아야 합니다.”라고 했지만 왕은 이를 들어주지 않았다. 
1047년, 서북로병마사(西北路兵馬使)로서 연주방어부사의 치적을 보고했으며, 이후에는 직문하성위위경(直門下省衛尉卿)를 지냈다. 그가 병이 들게되자 왕은 제서를 내려 일상의 조회를 면제시켜주고 겸관(兼官)의 사무만 맡게 했다.

## 가계
- 아버지 : 양규(楊規)
- 어머니 : 은률군군 홍씨(殷栗郡君 洪氏)
  - 문신 : 양대춘(楊帶春)
  - 부인 : 미상(未詳)
    - 아들 : 양제보(楊齊寶)
    - 며느리 : 미상(未詳)

## 양대춘가 등장하는 작품
- 고려거란전쟁, KBS, 2023년~2024년, 배우:한창민